# Litecoin
Litecoin (signo: Ł; abr.: LTC) es una criptomoneda y proyecto de software de código abierto publicado bajo la licencia MIT inspirado y prácticamente idéntico en su aspecto técnico a Bitcoin (BTC). Su creación y transferencia se basa en un protocolo criptográfico no administrado por ninguna autoridad central y sustentado en el consenso de una red peer-to-peer.
Litecoin fue pensada para ser una alternativa a Bitcoin para transferencias de bajo valor, y cada litecoin es fraccionado en 100.000.000 unidades más pequeñas, definidas por ocho decimales.

## Historia
Litecoin fue lanzado a través de un cliente de código abierto que actualmente lleva el nombre de Litecoin Core en Github el 7 de octubre de 2011. La versión actual de este cliente (lanzada el 6 de mayo de 2019) es la 0.17.1. Otros proyectos de código abierto como la cartera ligera Electrum Litecoin (basado en el cliente Electrum original, desarrollado para la red Bitcoin) también fueron lanzados.
En ocasiones, el proyecto Litecoin ha sido cubierto por algunos medios de comunicación como una alternativa a Bitcoin con tarifas de transacción más bajas, al igual que Dash y Bitcoin Cash.
En mayo de 2017, fue activada la compatibilidad con SegWit en el software Litecoin.
En septiembre de 2017 se llevaron a cabo primeras transacciones atómicas. En 4 días, se realizaron transacciones entre Litecoin y Decred, Litecoin y Vertcoin, Litecoin y Bitcoin.

#### Precio
El 25 de abril de 2013, el precio de Litecoin aproximado era de USD 3,86 o 0,03 BTC, convirtiéndose en la segunda criptomoneda más grande por capitalización de mercado.
En noviembre de 2013, Litecoin alcanzó la capitalización de mercado de 1 mil millones de dólares.
El 25 de noviembre de 2017 la moneda alcanzó los 70 €, creciendo así de 3 € a los 70 en cuestión de 7 meses. A inicios de noviembre de 2019, su precio ronda los 64 USD.
En agosto de 2021, la capitalización de Litecoin fue de 12,2 mil millones de dólares.
A día 4 de septiembre de 2021 la moneda se encuentra en torno a los 215 USD.

## Comercio
Generalmente, los litecoins son comerciados por dinero fiduciario, bitcoins u otras criptomonedas, mayormente a través de plataformas de intercambio en línea.
Al igual que en el caso de otras criptomonedas, los medios de pago reversibles (como los realizadas mediante tarjetas de crédito) gozan de menos confianza al momento de aceptarlos a cambios de litecoins, ya que las transacciones con Litecoin son irreversibles, y, por lo tanto, no existe el peligro de reversiones fraudulentas por parte del comprador.

## Aspectos técnicos

### Desarrollo
El desarrollo de Litecoin sigue muy de cerca la implementación de nuevas características y parches de la red Bitcoin (BTC), siendo muy frecuente la adaptación de las mismas a su propia red aprovechando la innovación y manteniendo la máxima compatibilidad de código posible entre estos dos proyectos.

### Diferencias entre Bitcoin y Litecoin
A pesar de ser casi idéntica que Bitcoin (BTC) en los aspectos técnicos, la red Litecoin se diferencia de ella por cambios en algunas variables tales como:
- Procesa un bloque cada 2,5 minutos en promedio en lugar de cada 10 minutos, lo cual permite una espera más corta por la confirmación de transacciones.[1]
- Producirá aproximadamente 4 veces más unidades que la red Bitcoin (BTC) – alrededor de 84 millones de litecoins–.[1]
- Utiliza la función scrypt en su algoritmo de prueba de trabajo: una función secuencial de memoria dura concebida por primera vez por Colin Percival, facilitando la minería, ya que no necesita de equipamiento sofisticado como en el caso de Bitcoin.[21][1][22]

### Minería e inflación
Las transacciones, balances y emisiones de Litecoin son gestionadas por una red P2P a través de scrypt, y su esquema de prueba de trabajo, de manera muy similar a Bitcoin.
La tasa de emisión de Litecoin es decreciente y tendiente a cero, formando una serie geométrica. Esta tasa se ve disminuida a la mitad cada 4 años en promedio (cada, 840.000 bloques) alcanzando un total final de 84 millones de LTC.
El carácter intensivo de la memoria scrypt significa que (a diferencia de Bitcoin) la producción de Litecoin es de memoria intensiva, lo que hace que pueda ser adecuada para la minería con GPU y encarece crear implementaciones con FPGA o ASIC.